# Lomilysis discolor
Brachylomia discolor là một loài bướm đêm trong họ Noctuidae.